# Gugalj
Gugalj (en serbe cyrillique : Гугаљ) est un village de Serbie situé dans la municipalité de Požega, district de Zlatibor. Au recensement de 2011, il comptait 250 habitants.

## Démographie

### Évolution historique de la population
| 1948 | 1953 | 1961 | 1971 | 1981 | 1991 | 2002 | 2011 |
| ---- | ---- | ---- | ---- | ---- | ---- | ---- | ---- |
| 576  | 606  | 553  | 493  | 433  | 364  | 280  | 250  |

|  |